# Bitka na Putnikovom brdu
Bitka na Putnikovom brdu odvila 12. srpnja 1992. godine.
Radilo se o napadu na vojni objekt bivše JNA, Putnikovo brdo. Nakon pada Doboja 3. svibnja 1992., preko 27.000 Hrvata i Bošnjaka su bili prisiljeni napustiti grad i pobjeći na slobodni teritorij Usore i Tešnja. Nakon zauzimanja Doboja, srpska vojska je svoje snage usmjerila na crte obrane HVO Usora. VRS je prvo krenula na hrvatska sela Prisade i Makljenovac, ali su zaustavljeni, a HVO je uspio uspostaviti obrambenu crtu. Zbog nepovoljna položaja za obranu, HVO se pripremio na protunapad..
Napad je krenuo 12. srpnja 1992. godine u 12:30 h. HVO (110. brigada HVO Usora) je napao iz više pravaca istovremeno, u teškim vremenskim uvjetima - snažnoj kiši i grmljavini. HVO je uspio ovladati srpskim položajem na Putnikovom brdu od 'Glavice do Cerika'. Uništili su vojnu zgradu, zarobili tri tenka te veću količinu streljiva i naoružanja. Uspostavljena je čvrsta obrambena crta koja se nije mijenjala do kraja rata. Ovo je bila jedna od najžešćih ofanzivnih akcija na prostoru Usore.

## Poginuli
U bitci su poginuli
- Zdravko (Ivan) Krajina
- Jozo (Franjo) Rajkovača
- Stipi (Ivan) Perić
- Meho (Šemse) Ahmić
- Suad (Izet) Kučuk
- Marijanu (Martin) Krajina
- Nikola (Mijo) Topalović
- Ilija (Josip) Marelja
- Reuf (Mustafa) Hodžić

## Manifestacije povodom godišnjice bitke
Obljetnica bitke je utvrđena Odlukom o utvrđivanju značajnih datuma i kalendara općinskih manifestacija ("Sl. glasnik općine Usora" broj: 6/14). Središnje spomen obilježje poginulim braniteljima Usore. Spomen obilježja su i u Ularicama i Makljenovcu.
U spomen se održava na stadionu 'Plaža' u Makljenovcu manifestacija održavanjem Spomen malonogometnog turnira mjesnih zajednica općine Usora. Prvi put se održao 6 godina nakon obljetnice bitke.

## Vanjske poveznice
- Usora.com  Arhivirana inačica izvorne stranice od 24. rujna 2017. (Wayback Machine) Održan XIX. Spomen turnir MZ Općine Usora - 'Makljenovac 2017.'
- Radio Usora
- Usora.com PROTOKOL obilježavanja obljetnice 'Bitke na Putnikovom brdu'  Arhivirana inačica izvorne stranice od 23. srpnja 2019. (Wayback Machine)